# 珉湯站
珉湯站（韓語：민탕역）是朝鮮民主主義人民共和國两江道金正淑郡新上里的一個鐵路車站，属于北部内陆线。

## 历史
- 1987年11月27日，落成使用[1]。

## 邻近车站
北部内陆线
新坡青年站 - 珉湯站 - 两江新上站